# Lipsync Audio Video
Lipsync Audio Video es una empresa, estudio de doblaje, traducción y posproducción, venezolana, con sede central en Caracas, Venezuela y Miami, Florida, Estados Unidos. Fundada en 1990. Los servicios de traducción y subtitulado que Lipsync realiza se aplica en dibujos animados, programas de televisión, documentales y películas.
Al término de sus trabajos, tiene voz en off (grabada por Antonio Delli) diciendo: «Doblado al español en Lipsync Audio Video».

## Clientes
- Animax Latinoamérica
- Showtime
- HBO Signature
- HBO Plus
- HBO
- HBO Family
- Whiland International S.A.
- Discovery Channel
- Discovery Networks Latin America
- Discovery Kids
- Animal Planet
- Rose Entertainment
- Fox Lorber Associates
- FOX Latinoamérica
- Fox Latin American Channels
- Locomotion
- Nat Geo
- Nat Geo Wild
- CNN
- Netflix
- British Pathé
- PM Entertainment
- Sun Microsystems
- Hewlett Packard
- Electronic Data Systems
- Xerox de Venezuela
- Digital de Venezuela
- Pharmacia & Upjohn
- Schering Plough
- Bayer
- Pfizer
- Procter & Gamble
- DirecTV
- Whamo Entertainment
- Casa Club TV
- I.Sat
- Space
- Universal Channel
- Studio Universal
- Syfy
- Cinemax
- MAX
- Max Prime
- RCTV
- Venevisión
- Televen

## Lista de trabajos

### Series de televisión
- A toda prueba
- Dexter (posteriormente cedida a Dolby Audio Video)
- El club del misterio
- El reino del suricato
- En busca del mejor hombre de acción
- Episodios (posteriormente cedida a Dolby Audio Video)
- Gigolos (posteriormente cedida a Dolby Audio Video)
- Guerra de chatarra
- Huff
- Jay Jay, el avioncito
- Jeff Corwin en acción
- La búsqueda de Corwin
- La rana desaparecida
- Las aventuras de Jeff Corwin
- Leyendas del templo escondido
- Mis padres son extraterrestres
- Videos divertidos de Animal Planet

#### Dibujos animados
- Albie
- Boo!
- Clifford el gran perro rojo
- Clifford, de cachorrito
- Connie la vaquita
- Edelberto el Tigre
- El oro de los ninjas
- El pequeño tractor rojo
- Engie Benjy
- Fetch, el veterinario
- Fifi y los Floriguitos (primera temporada)
- Goleadores
- Harry y su cubeta de dinosaurios
- Hugo, el rey del judo
- Las aventuras de Henry
- Las aventuras de Tintín
- Las increíbles aventuras de Wallace y Gromit
- Las leyendas de Tatonka
- Los hermanos Koala
- Metajets
- Paz
- Pinky Dinky Doo (primera temporada)
- Save-Ums!
- Tracey McBean
- Twipsy

### Películas
- Los Goonies (redoblaje)
- Dirty Dancing
- El juego de los errores
- Súper
- Una accidentada Navidad
- Zolar y su patineta
- Giallo
- Acero azul
- Across the Line: The Exodus of Charlie Wright
- Asesinos en la carretera
- Atrapados en la memoria
- Convicted
- Creation
- La copia
- La sombra del vampiro
- Los crímenes de Oxford
- Francotirador
- Finding Amanda
- Formosa Betrayed
- De Prada a Nada
- El escapista
- El retrato de Dorian Gray (2009)
- El mensajero (2009)
- El juego perfecto
- El juego del miedo V
- El llanto de la lechuza
- Kill Katie Malone
- La inmaculada concepción de Little Dizzle
- Psicópata americano
- Psicópata americano 2
- Soul Men
- Stiletto
- Ladrón de farmacias
- The Good Witch's Gift
- The Longshots
- The Lucky Ones
- The hollow
- The Amateurs
- The Signal
- Toe to Toe
- Trucker
- Plan B
- Portal
- El suplente
- Intercambio veloz
- Sarcasmos múltiples
- Mujeres en problemas
- El salón del árbol
- Red Hook
- Rize
- Un vago con escopeta
- Vidas robadas
- Whitecoats

### Anime
- Goleadores
- Los Justicieros
- Magi-Nation

### Películas de anime
- El oro de los ninjas

## Directores de doblaje
Mayormente los directores no son fijos, por el cual se encargan los técnicos de sala y demás del personal: 
- Jhaidy Barboza
- Juan Guzmán
- Salomón Adames

## Personal
- Luis Cancino: Gerente general
- Marcel Rengifo: Gerente de operaciones
- Mariana Núñez: Directora de casting y coordinadora de producción
- Karina Cancino: Gerente de mercadeo
- Esther Levy: Traductora y adaptadora al español
- Nestor Villasmil: Ingeniero de mezcla
- Carlos Ravelo: Ingeniero de mezcla
- Orlando Navas: Ingeniero de mezcla
- Jhaidy Barboza: Directora de casting y asesora de doblaje
- Juan Guzmán: Director artístico, asesor y supervisor de doblaje
- Salomón Adames: Director artístico y asesor de doblaje
- Carmen Olarte: Directora musical, adaptadora musical y letrista